# 琉球建築

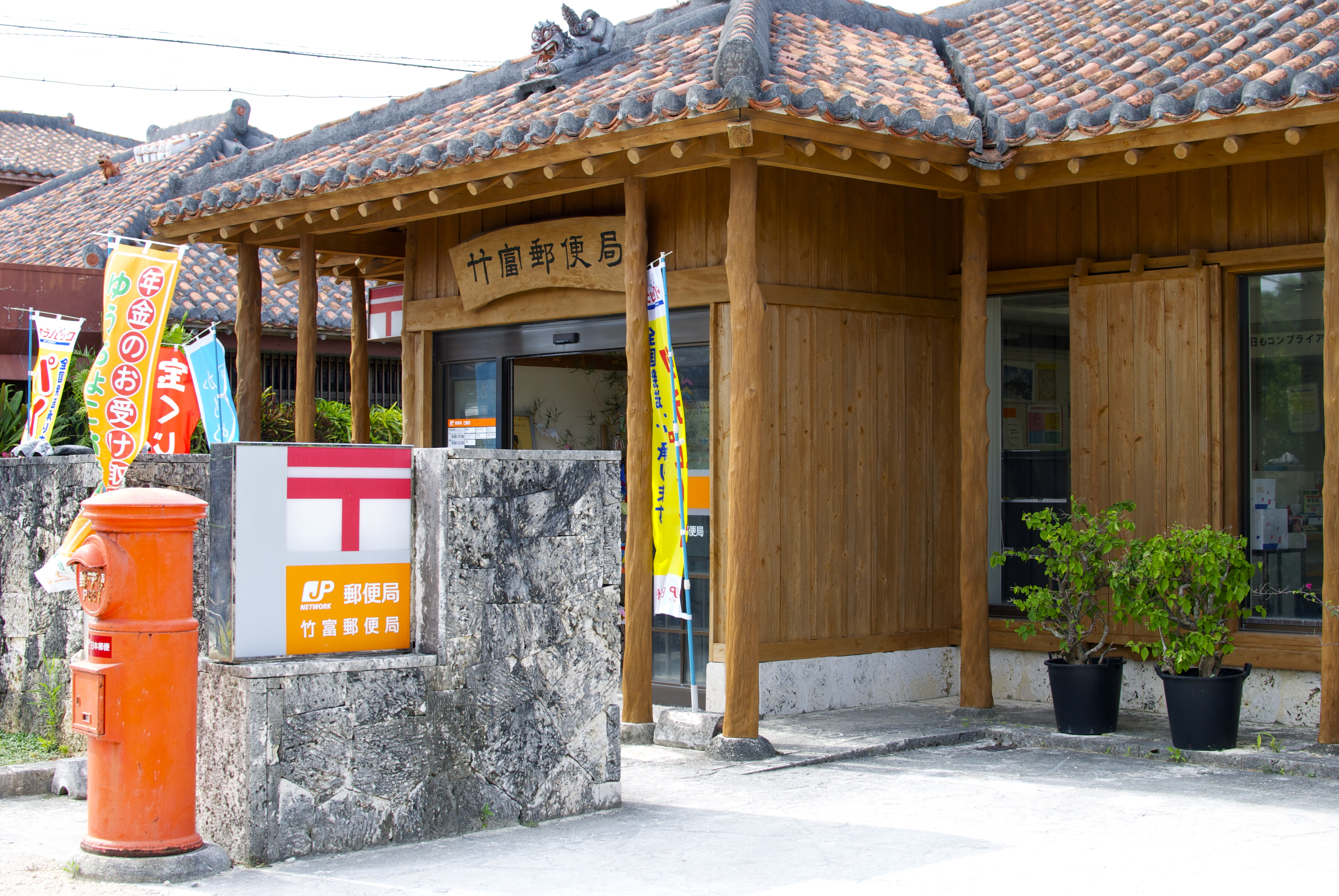
竹富郵便局 2010

琉球建築是琉球群島（日本鹿兒島縣奄美群島和沖繩縣）的傳統建築。
琉球建築的歷史可以追溯到公元前2000年，此時房屋主要是紅土地上用石灰石建造的半地穴式住宅，到公元前1000年開始使用支柱和黑土燒製的瓦。石製品的廣泛使用是琉球建築的特點，主要由白色石灰石製成的開放式圍墻圍繞著房屋，入口被牆擋住以保護居住者免受邪靈侵害。典型的民居由四到五個房間和一個廚房組成，前面的兩個房間用於招待客人。紅瓦屋頂是琉球建築的共同特徵，由於颱風的吹襲，瓦片很容易脫落，需要經常維修，但在大多數情況下居民更願意放棄舊屋而建造新房。